# Museo Paparella Treccia Devlet

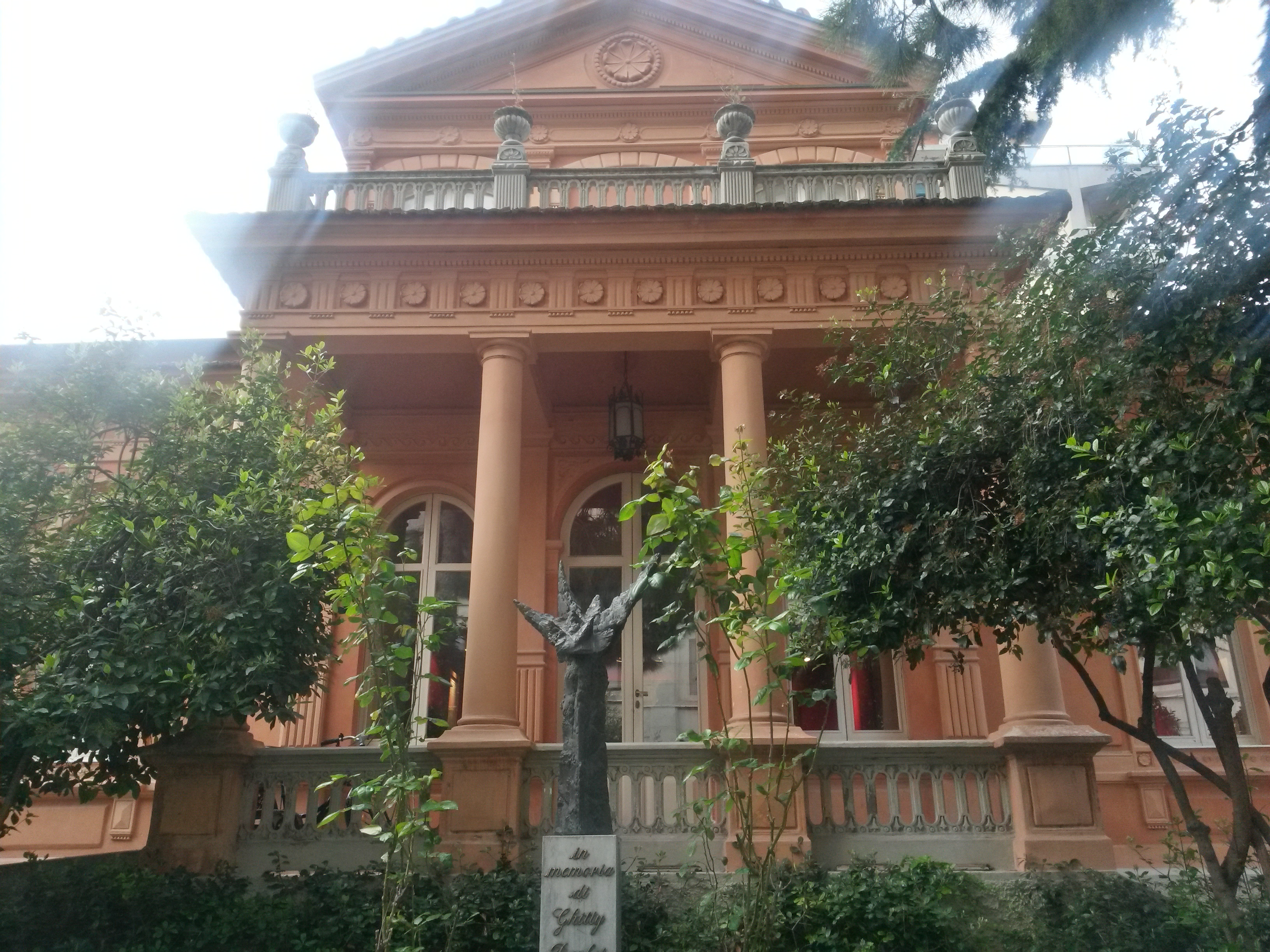
Fondazione Museo Raffaele Paparella Treccia e Margherita Devlet ONLUS - Villa Urania - Pescara

Il Museo Paparella Treccia Devlet è ubicato al centro della città di Pescara all'interno dell'ottocentesca Villa Urania.

## La villa
Villa Urania, sede della Fondazione Museo Raffaele Paparella Treccia e Margherita Devlet ONLUS, è una piccola costruzione in stile eclettico risalente alla fine dell'Ottocento. La palazzina quadrangolare ha un unico livello, ma al centro emerge un attico concluso a timpano. L'attico si apre su un terrazzo, sostenuto da quattro colonne doriche che formano tre aperture ad arco a pieno centro. La villa fu eretta dal barone Giandomenico Treccia di Loreto Aprutino, il quale dedicò all'amata consorte, Urania Valentini, questa aristocratica residenza estiva costruita secondo il gusto dell'epoca e ubicata nel pieno centro della città di Pescara, all'epoca Castellammare Adriatico, a pochi passi dal mare.

## Le maioliche
La prestigiosa collezione permanente è composta da 151 antiche maioliche di Castelli realizzate tra il XVI e il XIX secolo. Sono presenti opere dei grandi Maestri attivi nel luogo: Francesco Grue, Carlo Antonio Grue, Francesco Antonio Grue, Gesualdo Fuina, Carmine Gentili, Candeloro Cappelletti e Silvio De Martinis. Le opere documentano l'evoluzione dello stile della maiolica castellana, dallo stile compendiario, che definisce i cosiddetti “bianchi”, caratterizzato da estrema essenzialità degli elementi (XVI e XVII secolo), a quello istoriato e Barocco, in cui ricorrono scene storiche, religiose e mitologiche (XVII e XVIII secolo), fino al Rococò e al Neoclassico (XVIII e XIX secolo).
Il Museo conserva anche dipinti, tra cui spiccano una Natività tardogotica (XV sec.) attribuita al Maestro del Trittico di Imola (Antonio Orsini?), un Autoritratto del XVIII secolo del toscano Pietro Santi Bambocci, un Ritratto di gentiluomo del pittore di corte austriaco Anton Von Maron, interni di cattedrali del XVII secolo attribuiti alla Scuola di François Didier de Nomé e all'Ambito di Agostino Tassi. La collezione è stata realizzata a partire dal 1950 ad opera di Raffaele Paparella Treccia, chirurgo ortopedico, che nel 1997 ha donato la collezione e la villa alla Fondazione intitolata a lui e a sua moglie Margherita Devlet, e cogestita con il Comune di Pescara.